# Gorge (anatomie)
Pour les articles homonymes, voir gorge.

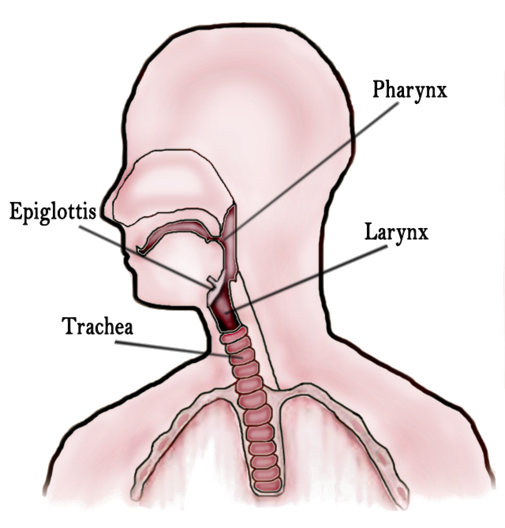
Diagramme des parties de la gorge humaine

En anatomie, la gorge est la partie du cou antérieure à la colonne vertébrale. Elle consiste en deux parties : le pharynx et le larynx, eux-mêmes composés des parties supérieures de la trachée et de l'œsophage, des artères carotides et des veines jugulaires ainsi que de l'os hyoïde.
L'os hyoïde est le seul os inclus dans la gorge des mammifères. Elle est innervée par le plexus cervical. De très nombreux muscles sont présents pour permettre les différents mouvements de la gorge.
L'égorgement est l'action de tuer un animal ou une personne en lui tranchant la gorge. Concernant l'abattage d'animaux de boucherie, il peut s'agir d'un abattage rituel à l'instar de la dhabiha musulmane, de la shehita juive ou encore du kourban dans les Balkans.

## Médecine
- Pharyngite à streptocoque
- Trachéotomie